# Schlacht bei Oktwin
Japanische Eroberung 1941/42

Bilin – Sittang – Pegu (Taukkyan) – Rangun – Yunnan-Burma-Straße (u.a. Tachiao – Oktwin – Toungoo – Yenangyaung – Lashio I)
1942/43

Burma-Kampagne 1942–1943

Arakan I – The Hump – Chindits
1944

Schlacht um Nordburma und West-Yunnan 1943–1945

Burma-Kampagne 1944

Arakan II – Ha-gō – Lashio II – Sangshak – Myitkyina – U-gō (Imphal – Kohima – Tennisplatz) – Mogaung – Song shan/Huitong-Brücke – Dan-gō
1944/45

Burma-Kampagne 1944–1945

Bhamo – Arakan III (Kangaw und Höhe 170 – Ramree) – Meiktila/Mandalay – Pakokku – Lashio III – Tanlwe Chaung – Operation Dracula – Sittang
Die Schlacht bei Oktwin fand zwischen dem 20. und 23. März 1942 während des Pazifikkriegs im Zweiten Weltkrieg in Zentralburma statt. Die Schlacht zwischen japanischen und nationalchinesischen Streitkräften war die zweite von drei Auseinandersetzungen die im Allgemeinen zur Schlacht von Yunnan und der Burmastraße gerechnet werden. 

## Vorgeschichte
Nach der Eroberung von Rangun durch die japanischen Truppen im März 1942, gruppierten sich die Alliierten in Zentralburma neu. Das jetzt neu gebildete 1. Burma-Korps versuchte das Tal des Irrawaddy zu verteidigen, während das chinesische Expeditionskorps das Tal des Sittang im Osten verteidigte. Den Japanern war es nach der Einnahme von Singapur und der Eroberung von Niederländisch-Ostindien jetzt möglich die durch diese Erfolge freigesetzten Divisionen und erbeuteten Lastwagen einzusetzen, um ihre Armee in Burma zu verstärken und Angriffe auf Zentralburma zu starten.
Nachdem sich Generalmajor Dai Anlan mit einer Vorhut seiner nationalchinesischen 200. Division nach der Schlacht bei Tachiao auf eine Verteidigungslinie bei Oktwin zurückziehen musste, konnten die Japaner das südlich gelegene Pyu am 19. März 1942 einnehmen.
Die vorgeschobenen Einheiten der nationalchinesischen 200. Division hatten sich unterdessen in die aus Holz gebauten und sorgfältig getarnten Stellungen begeben.
Am 21. März gelang es den nachrückenden japanischen Truppen der 55. Division unter dem Befehl von Generalleutnant Takeuchi Hiroshi die Verteidigungslinie zu durchbrechen und den Außenposten der 200. Division bei Oktwin zu erreichten.

## Die Schlacht
Am frühen Morgen des nächsten Tages griffen Einheiten eines Regiments der  55. Division die Stellungen der chinesischen 200. Division an. Das Regiment bestanden aus einem Infanteriebataillon und einigen Artilleriegeschützen und hatte Mühe gegen die Chinesen vorzudringen. In der Folge versuchten sie mit einer zusätzlichen Kavallerieeinheit in die linke Flanke der Chinesen zu stoßen. Kurz darauf gelang es ihnen ihre Position zu stabilisiert, nachdem Reservekräfte Gegenangriffe unternommen hatten.
Die nächsten Attacken der Japaner begannen mit weiterem Artilleriefeuer und Beschuss von verdächtigen Stellungen mit Maschinengewehren, bevor sie mit ihrer Infanterie vorrückten. Die leichten Maschinengewehre waren zwischen den Bäumen positioniert und forderten viele chinesische Opfer. Anschließend konnten die Japaner ihre schweren Maschinengewehre einrichten und die Chinesen in ihren Stellungen halten.
Am 23. März griffen die Japaner erneut mit starker Artillerie und Luftunterstützung die linke Flanke der Chinesen an. Sie konnten allerdings keine nennenswerte Erfolge erzielen. Erst als nach 16.00 Uhr ein weiterer Flankenangriff mit einer Kompanie Infanterie und Dutzenden Kavalleriesoldaten auf die rechte Flanke der chinesischen Stellungen ausgeführt wurde, gelang es bis zum Einbruch der Nacht die chinesischen Truppen soweit zu bedrängen, dass diese sich dann am 24. März nach Toungoo auf ihre Hauptverteidigungslinie zurückzogen.